# Lago Escondido (sjö i Argentina, Río Negro)
Lago Escondido. Den ligger i provinsen Río Negro, i den sydvästra delen av landet, 1 400 km sydväst om huvudstaden Buenos Aires. Lago Escondido ligger 1 594 meter över havet.
Trakten runt Lago Escondido består i huvudsak av gräsmarker. Runt Lago Escondido är det ganska glesbefolkat, med 24 invånare per kvadratkilometer.